# Olympische Sommerspiele 1952/Leichtathletik – Dreisprung (Männer)

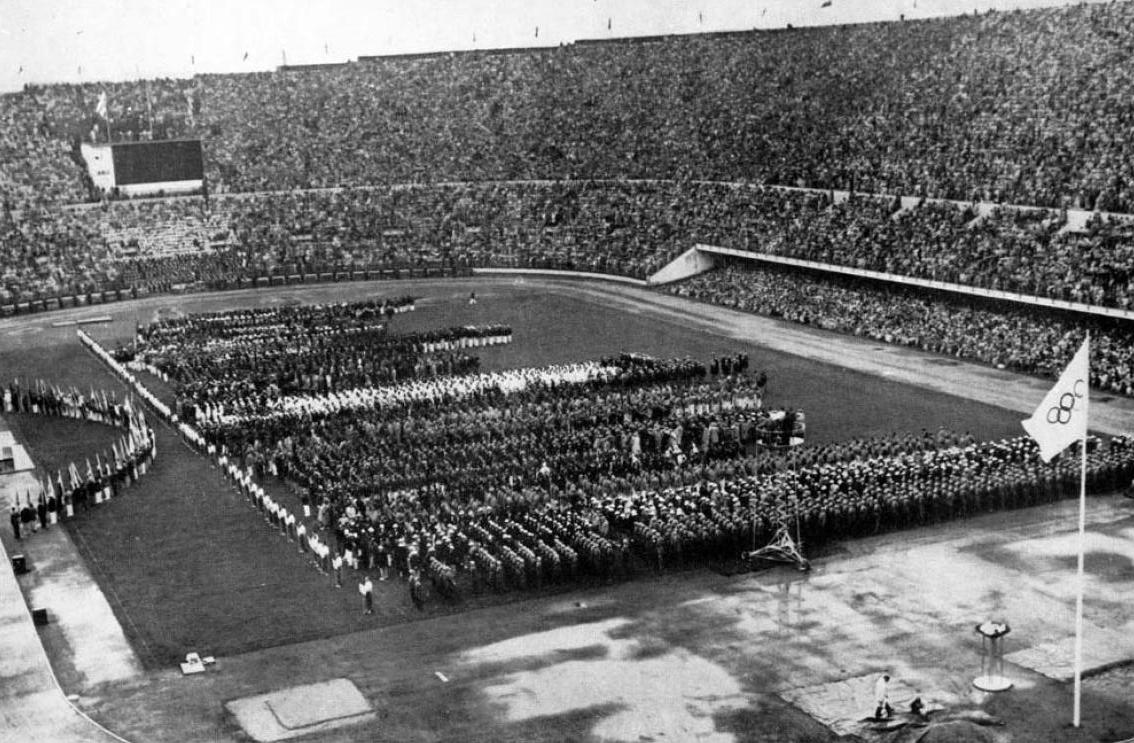
Eröffnungsfeier bei den Olympischen Spielen in Helsinki

Der Dreisprung der Männer bei den Olympischen Spielen 1952 in Helsinki wurde am 23. Juli 1952 ausgetragen. 35 Athleten nahmen teil.
Olympiasieger wurde der Brasilianer Adhemar da Silva. Er gewann mit neuem Weltrekord vor Leonid Schtscherbakow aus der Sowjetunion und Asnoldo Devonish aus Venezuela.

## Rekorde

### Bestehende Rekorde
| Weltrekord         | 16,01 m | Adhemar da Silva ( Brasilien) | Rio de Janeiro, Brasilien  | 30. September 1951 |
| Olympischer Rekord | 16,00 m | Tajima Naoto ( Japan)         | OS Berlin, Deutsches Reich | 6. August 1936     |

### Rekordverbesserungen
Der bestehende Weltrekord wurde im Finale am 23. Juli zweimal verbessert:
- 16,12 m – Adhemar da Silva (Brasilien)
- 16,22 m – Adhemar da Silva (Brasilien)

## Durchführung des Wettbewerbs
Die Teilnehmer traten am 23. Juli in zwei Gruppen zu einer Qualifikationsrunde an. Die Qualifikationsweite betrug 14,55 Meter, sie wurde von fünfzehn Athleten – hellblau unterlegt – übertroffen, sodass das Finalfeld, das aus mindestens zwölf Wettbewerbern bestehen sollte, nicht weiter aufgefüllt werden musste. Die in der Qualifikation erzielten Resultate wurden nicht für das Finale mitgewertet.
Im Finale am Nachmittag des 23. Juli hatten alle Teilnehmer zunächst drei Versuche. Die sechs besten Athleten durften dann drei weitere Sprünge ausführen.

## Zeitplan
23. Juli, 10:00 Uhr: Qualifikation

23. Juli, 15:00 Uhr: Finale

## Legende
Kurze Übersicht zur Bedeutung der Symbolik – so üblicherweise auch in sonstigen Veröffentlichungen verwendet:
| – | verzichtet |
| x | ungültig   |

## Qualifikation
Datum: 23. Juli 1952, 10:00 Uhr

### Gruppe A
| Platz | Name              | Nation      | 1. Versuch | 2. Versuch | 3. Versuch | Weite   |
| ----- | ----------------- | ----------- | ---------- | ---------- | ---------- | ------- |
| 01    | Adhemar da Silva  | Brasilien   | 15,32 m    | –          | –          | 15,32 m |
| 02    | Asnoldo Devonish  | Venezuela   | 14,22 m    | 15,24 m    | –          | 15,24 m |
| 03    | Jim Gerhardt      | USA         | 14,98 m    | –          | –          | 14,98 m |
| 04    | Reino Hiltunen    | Finnland    | x          | 14,82 m    | –          | 14,82 m |
| 05    | Yoshio Iimuro     | Japan       | 14,81 m    | –          | –          | 14,81 m |
| 06    | Preben Larsen     | Dänemark    | 14,62 m    | –          | –          | 14,62 m |
| 07    | Walter Ashbaugh   | USA         | 14,59 m    | –          | –          | 14,59 m |
| 08    | Jacques Boulanger | Frankreich  | x          | 14,37 m    | 14,49 m    | 14,49 m |
| 09    | Choi Yeong-gi     | Südkorea    | 12,11 m    | 14,38 m    | 14,44 m    | 14,44 m |
| 10    | Malik M'Baye      | Frankreich  | 14,34 m    | 13,86 m    | 14,39 m    | 14,39 m |
| 11    | Keizo Hasagawa    | Japan       | x          | 14,39 m    | 14,18 m    | 14,39 m |
| 12    | William Laing     | Goldküste   | 13,89 m    | 14,09 m    | 13,95 m    | 14,09 m |
| 13    | Eugénio Lopes     | Portugal    | 13,67 m    | 14,05 m    | 13,55 m    | 14,05 m |
| 14    | Stanisław Kowal   | Polen       | 14,03 m    | x          | x          | 14,03 m |
| 15    | Wilhelm Burgard   | Saarland    | 13,47 m    | x          | 13,86 m    | 13,86 m |
| 16    | Nikola Dagorow    | Bulgarien   | 13,39 m    | 12,16 m    | 13,82 m    | 13,82 m |
| 17    | Akın Altıok       | Türkei      | 13,14 m    | 12,98 m    | 13,62 m    | 13,62 m |
| 18    | Walter Herssens   | Belgien     | 13,52 m    | 13,03 m    | 13,11 m    | 13,52 m |
| 19    | Fawzi Chaaban     | Ägypten     | 12,85 m    | x          | 13,45 m    | 13,45 m |
| 20    | Francisco Castro  | Puerto Rico | 13,35 m    | 13,27 m    | 13,37 m    | 13,37 m |
| DNS   | Wladimir Filippow | Sowjetunion |            |            |            |         |

### Gruppe B
| Platz | Name                     | Nation                | 1. Versuch | 2. Versuch | 3. Versuch | Weite   |
| ----- | ------------------------ | --------------------- | ---------- | ---------- | ---------- | ------- |
| 01    | Leonid Schtscherbakow    | Sowjetunion           | 15,05 m    | –          | –          | 15,05 m |
| 02    | Arne Åhman               | Schweden              | 13,23 m    | 14,72 m    | –          | 14,72 m |
| 03    | Zygfryd Weinberg         | Polen                 | 14,46 m    | 14,65 m    | x          | 14,65 m |
| 04    | Rune Nilsen              | Norwegen              | 14,65 m    | –          | –          | 14,65 m |
| 05    | Geraldo de Oliveira      | Brasilien             | 14,64 m    | –          | –          | 14,64 m |
| 06    | Tadashi Yamamoto         | Japan                 | 13,90 m    | 14,30 m    | 14,60 m    | 14,60 m |
| 07    | Rui Ramos                | Portugal              | 13,91 m    | x          | 14,59 m    | 14,59 m |
| 08    | Roger Norman             | Schweden              | 14,59 m    | –          | –          | 14,59 m |
| 09    | José Telles da Conceição | Brasilien             | 13,25 m    | x          | 14,46 m    | 14,46 m |
| 10    | George Shaw              | USA                   | 13,64 m    | 14,39 m    | x          | 14,39 m |
| 11    | Pentti Uusihauta         | Finnland              | x          | x          | 14,38      | 14,38 m |
| 12    | Valle Rautio             | Finnland              | 14,14 m    | x          | x          | 14,14 m |
| 13    | Rade Radovanović         | Jugoslawien           | 13,42 m    | x          | 14,13 m    | 14,13 m |
| 14    | Vasilios Sakellarakis    | Griechenland          | 14,05 m    | 13,73 m    | 13,68 m    | 14,05 m |
| 15    | Felix Würth              | Österreich            | 13,65 m    | x          | 13,53 m    | 13,65 m |
| DNS   | Mikhail Mikhail          | Griechenland          |            |            |            |         |
| DNS   | Óscar Simón              | Spanien               |            |            |            |         |
| DNS   | Héctor Román             | Puerto Rico           |            |            |            |         |
| DNS   | Neville Price            | Südafrikanische Union |            |            |            |         |
| DNS   | Kamtorn Sanidwong        | Thailand              |            |            |            |         |

## Finale und Endergebnis
Datum: 23. Juli 1952, 15:00 Uhr
| Platz | Name                  | Nation      | 1. Versuch | 2. Versuch | 3. Versuch | 4. Versuch                                | 5. Versuch                                | 6. Versuch                                | Endresultat | Anmerkung |
| ----- | --------------------- | ----------- | ---------- | ---------- | ---------- | ----------------------------------------- | ----------------------------------------- | ----------------------------------------- | ----------- | --------- |
| 1     | Adhemar da Silva      | Brasilien   | 15,95 m    | 16,12 m WR | 15,54 m    | 16,09 m                                   | 16,22 m WR                                | 16,05 m                                   | 16,22 m     | WR        |
| 2     | Leonid Schtscherbakow | Sowjetunion | 15,07 m    | 15,26 m    | 15,18 m    | 15,98 m                                   | 15,84 m                                   | x                                         | 15,98 m     |           |
| 3     | Asnoldo Devonish      | Venezuela   | 15,04 m    | 15,52 m    | -          | x                                         | 000x                                      | x                                         | 15,52 m     |           |
| 4     | Walter Ashbaugh       | USA         | 15,05 m    | 15,39 m    | 14,56 m    | 14,50 m                                   | 15,38 m                                   | x                                         | 15,39 m     |           |
| 5     | Rune Nilsen           | Norwegen    | 15,13 m    | 14,21 m    | x          | 14,70 m                                   | 000x                                      | x                                         | 15,13 m     |           |
| 6     | Yoshio Iimuro         | Japan       | 14,99 m    | 000x       | x          | x                                         | 14,66 m                                   | 13,70 m                                   | 14,99 m     |           |
|       |                       |             |            |            |            |                                           |                                           |                                           |             |           |
| 7     | Geraldo de Oliveira   | Brasilien   | x          | 14,95 m    | 12,66 m    | nicht im Finale der besten sechs Springer | nicht im Finale der besten sechs Springer | nicht im Finale der besten sechs Springer | 14,95 m     |           |
| 8     | Roger Norman          | Schweden    | 14,89 m    | 000x       | 12,66 m    | nicht im Finale der besten sechs Springer | nicht im Finale der besten sechs Springer | nicht im Finale der besten sechs Springer | 14,89 m     |           |
| 9     | Reino Hiltunen        | Finnland    | 14,85 m    | 000x       | 14,40 m    | nicht im Finale der besten sechs Springer | nicht im Finale der besten sechs Springer | nicht im Finale der besten sechs Springer | 14,85 m     |           |
| 10    | Zygfryd Weinberg      | Polen       | 14,76 m    | 000x       | x          | nicht im Finale der besten sechs Springer | nicht im Finale der besten sechs Springer | nicht im Finale der besten sechs Springer | 14,76 m     |           |
| 11    | Jim Gerhardt          | USA         | 14,69 m    | 14,28 m    | 14,06 m    | nicht im Finale der besten sechs Springer | nicht im Finale der besten sechs Springer | nicht im Finale der besten sechs Springer | 14,69 m     |           |
| 12    | Rui Ramos             | Portugal    | 14,69 m    | 13,82 m    | 12,15 m    | nicht im Finale der besten sechs Springer | nicht im Finale der besten sechs Springer | nicht im Finale der besten sechs Springer | 14,69 m     |           |
| 13    | Preben Larsen         | Dänemark    | 14,62 m    | 000x       | 14,19 m    | nicht im Finale der besten sechs Springer | nicht im Finale der besten sechs Springer | nicht im Finale der besten sechs Springer | 14,62 m     |           |
| 14    | Tadashi Yamamoto      | Japan       | x          | 000x       | 14,57 m    | nicht im Finale der besten sechs Springer | nicht im Finale der besten sechs Springer | nicht im Finale der besten sechs Springer | 14,57 m     |           |
| 15    | Arne Åhman            | Schweden    | x          | 000x       | 14,05 m    | nicht im Finale der besten sechs Springer | nicht im Finale der besten sechs Springer | nicht im Finale der besten sechs Springer | 14,05 m     |           |

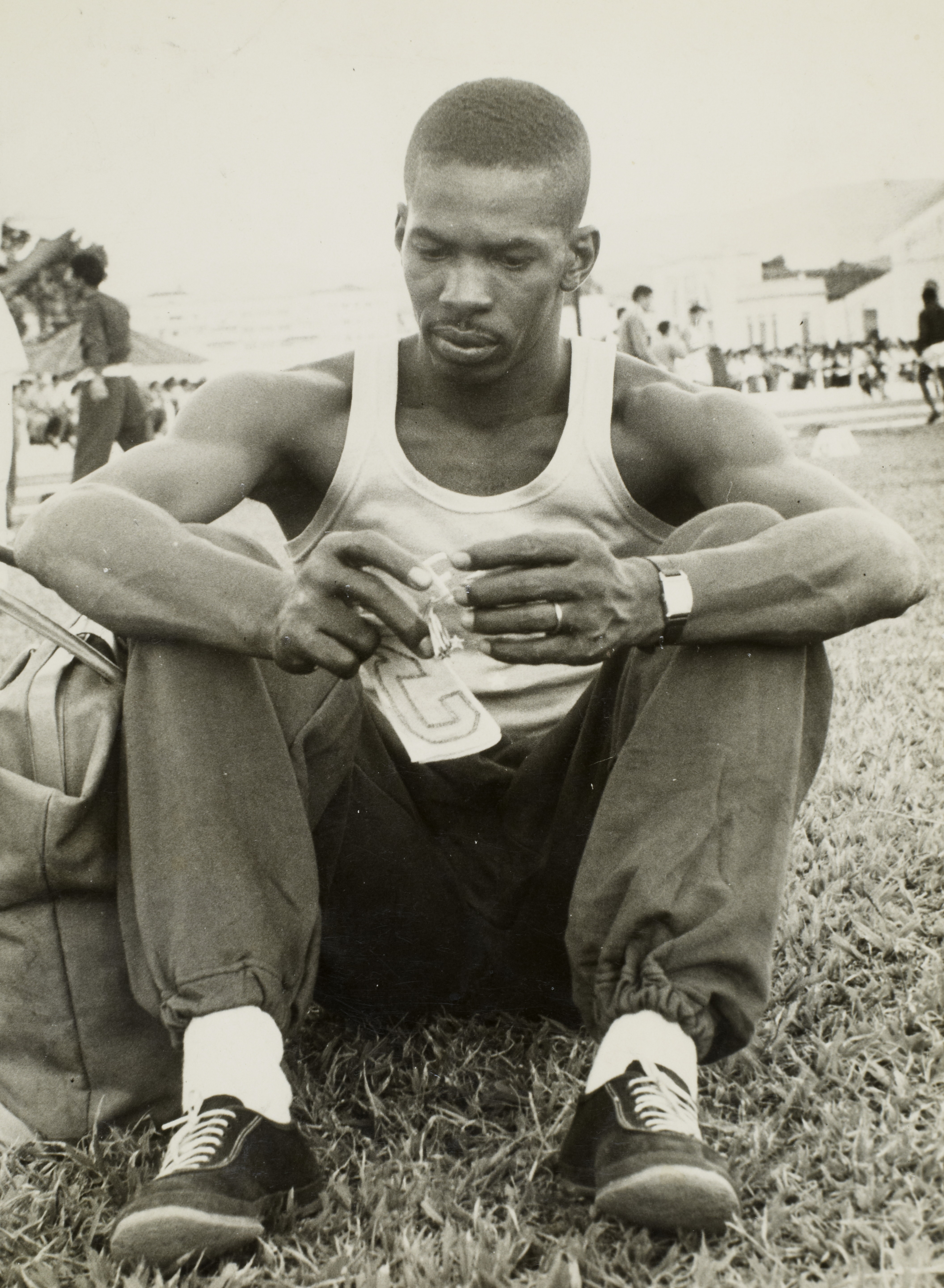
Olympiasieger Adhemar da Silva sprang im Finale zweimal Weltrekord

Vor den Spielen von Helsinki wurde die 16-Meter-Marke dreimal übersprungen: am 6. August 1936 bei den Olympischen Spielen 1936 in Berlin durch den Japaner Tajima Naoto mit genau sechzehn Metern, am 3. Dezember 1950 mit ebenfalls exakt sechzehn Metern durch Adhemar Ferreira da Silva, der dann am 30. September 1951 mit 16,01 m den Weltrekord um einen Zentimeter verbesserte. Da Silva wurde daher als Topfavorit angesehen. Medaillenchancen wurden dem sowjetischen Europameister von 1950 Leonid Schtscherbakow, eingeräumt.
Im Finale sprang da Silva im zweiten Versuch mit 16,12 m neuen Weltrekord, im vierten Durchgang erreichte er 16,09 m und im fünften verbesserte er mit 16,22 m nochmals den Weltrekord. Im letzten Versuch gelangen ihm schließlich 16,05 m. Insgesamt übertraf da Silva bei diesem Wettbewerb vier Mal über die 16-Meter-Marke. Schtscherbakow lag bis Durchgang vier auf Platz drei. Der Venezolaner Asnoldo Devonish sprang im zweiten Versuch mit 15,52 m auf Rang zwei, ehe Schtscherbakow im fünften Versuch mit 15,98 m ein neuer Europarekord und gleichzeitig der Sprung auf Platz zwei gelang, wodurch Devonish auf den Bronzerang zurückfiel.
Auch der Olympiasieger der letzten Spiele, der Schwede Arne Åhman, war in Helsinki wieder mit dabei. Für das Finale qualifizierte er sich mit 14,72 m zwar souverän, musste sich dann jedoch mit 14,05 m mit dem fünfzehnten und letzten Platz begnügen.
Adhemar Ferreira da Silva gewann die erste Goldmedaille Brasiliens bei Olympischen Spielen.

Asnoldo Devonish gelang der erste Medaillengewinn eines Sportlers aus Venezuela.

## Videolinks
- Brazilian Adhemar Ferreira da Silva Wins Triple Jump Gold - Helsinki 1952 Olympics, youtube.com, abgerufen am 4. August 2021
- Helsinki 1952 | Adhemar da Silva | Dreisprung | Leichtathletik | Olympische Spiele Amateuraufnahmen, youtube.com, abgerufen am 4. August 2021